# Francesco Borromini
Francesco Borromini, eredetileg Francesco Castelli (Bissone, Ticino kanton, 1599. szeptember 25. – Róma, 1667. augusztus 3.) svájci származású, Itáliában tevékenykedő építész, a barokk kori építőművészet egyik meghatározó egyénisége.

## Fiatalkora és első munkái
Giovanni Domenico Castelli kőfaragó és Anastasia Garovo gyermekeként maga is kőfaragással kezdett el foglalkozni, és hamarosan Milánóba költözött, hogy kitanulhassa édesapja mesterségét. Születésének helye után Bissonénak is nevezték. 1619-ben Rómába utazott, hogy egy távoli rokona, Carlo Maderno szolgálatába álljon a Szent Péter-bazilika építésénél (nevét is itt változtatta Borrominire). Kőfaragóként a díszítő részleteknél segédkezett, majd Maderno tervrajzok készítésével bízta meg. Ilyen minőségben nemcsak a Szent Péter tartozott a feladatai közé, hanem például a Palazzo Barberini, valamint a Sant'Andrea della Valle-templom és kupolája is. 1629-ben Maderno meghalt, ezután Borromini lett a bazilika és a palota kinevezett építésze, Giovanni Lorenzo Bernini irányítása alatt dolgozott. Néhány építészeti részlet alapján kitűnik, hogy Bernini bizonyos szabadságot engedett a tervezésben segédjének. A Palazzo Barberini nagy részének 1633-as befejezése után azután elváltak útjaik.

## San Carlo alle Quattro Fontane

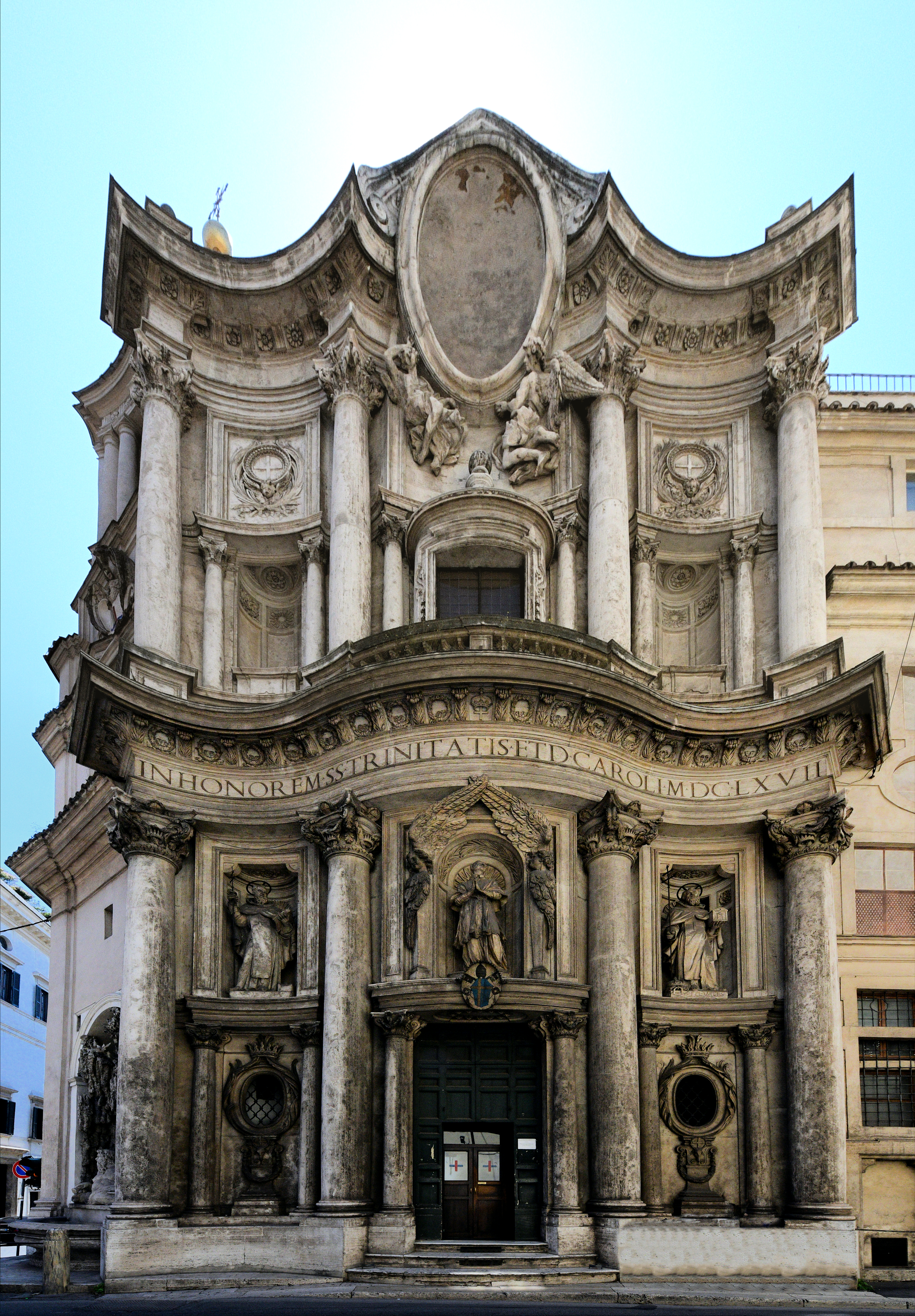
A San Carlo alle Quattro Fontane

Borromini első független munkája, amely 1634-től 1637-ig tartott, a San Carlo alle Quattro Fontane-kolostortemplom belső terének és a szomszédos épületek felújítása volt; a homlokzatot csak élete végén készítette el. A templomot Borromei Szent Károlynak szentelték, s ez sarkallta nevének megváltoztatására.
Az 1638-ban megkezdett épületet a főhomlokzat kivételével 1641-ben fejezték be. A telek kicsi és szabálytalan alakú volt, ezért Borromininek leleményes tervet kellett készíteni, amely jól kihasználta a kis teret, és amely végül a barokk művészet mérföldköve lett. A reneszánsz építészet modulrendszerét elutasítva a templom két rombuszt alkotó, egyenlő oldalú háromszögből képzett, gyémánt alakú kompozícióra épült. A szigorú geometrikus formát a gyémánt sarkainál kiöblösödő, tágas fülkék enyhítik, s a végeredmény hullámzó, ovális tér. A teret kazettázott, ovális alaprajzú kupola fedi, amely izgalmas együttest alkot a töretlenül körbefutó erőteljes párkányzattal és faloszlopokkal. A kolostor kerengője a templombelső alaprajzára emlékeztet: a hosszúkás teret a sarkokon domború hajlatok lágyítják és nyújtott nyolcszög formában elhelyezett oszlopok élénkítik. A kis méretű épületben rengeteg, a barokk korra jellemző mestermű található. Borromini elvetette a klasszikus egyenes vonalakat és az egyszerű kerek formákat; sokkal inkább a hullámos, ovális vonalvezetést részesítette előnyben. Az ovális kupolát nyolcszög, hatszög és kereszt alakú kazettákkal díszítette, amelyek a sötét belső tér egyetlen fényforrásához, a laternához közeledve egyre kisebb méretűek lesznek.
A konvex és konkáv formákat ellensúlyozza a főhajó gömbölyded alakja. Borromini művében jóval dominánsabbak a merész, bonyolult geometriai díszítőelemek, mint a figuratív szobrok, ellentétben a közelben található Bernini alkotásaival büszkélkedhető Sant’Andrea al Quirinale-templommal. A homlokzat (1662–67) hullámos elemei egy párkányban csatlakoznak egymáshoz; mélyedésekben elhelyezett, mesterien kifaragott szobrokkal díszítette a művész. Borromini merész görbe vonalai különösen nagy hatással voltak a kései nápolyi és szicíliai barokk alkotásokra.

## Sant’Ivo alla Sapienza

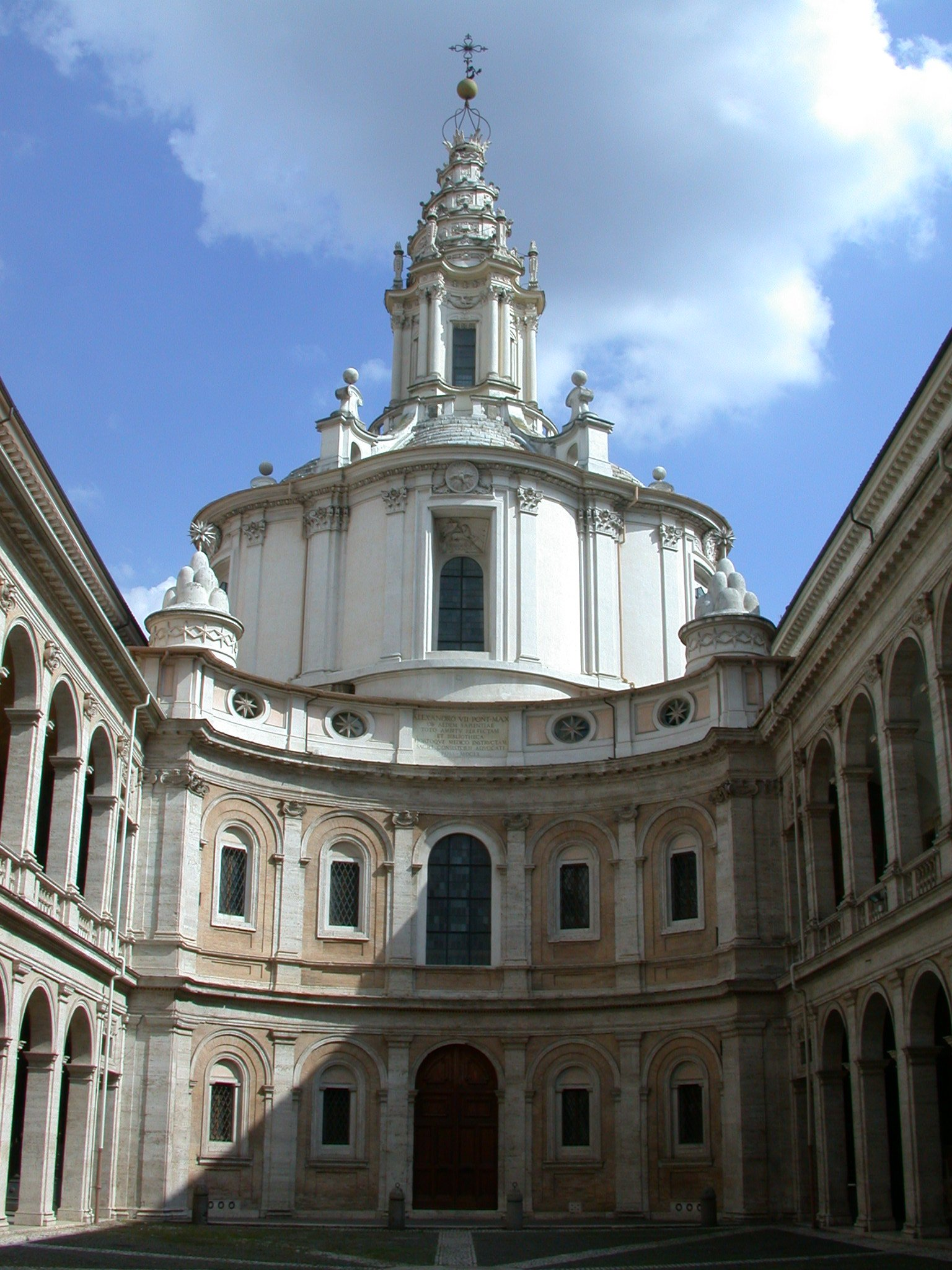
A Sant’Ivo alla Sapienza

1640-től 1650-ig dolgozott a Szent Ivó-templomon és annak udvarán a római La Sapienza Egyetem közelében. A munka elvégzésére Bernini ajánlotta 1632-ben, akinek korábban a Barberini palotával kapcsolatos munkálatok során volt a segédje. A Szent Ivó-templom (Sant’Ivo alla Sapienza) Borromini mesterműve, amelyet összetett, szokatlan formák, ritmus és drámai erő jellemez. Számos megbízást kapott ezután, de egyik műve sem múlta felül a Sant'Ivót.
Az épület kupolája és csiga alakú tornya nemcsak hogy igazi különlegességnek számítanak, hanem jellemző motívumok Borromini egyéni stílusára, amely elkülöníti a többi kortárs alkotótól. A szokatlan, központosított alaprajzú főhajó – amelynek oszlopai egy szabályos hatszöget határoznak meg – felett emelkedik a csillagokkal díszített kupola. Az épületben felfedezhető dinamikus barokk vonalak és a racionalista geometrikus formák egymással harmóniában állnak.
A 16. században Giacomo Della Porta által épített tágas udvar keleti végén, 1642-ben kezdték meg, Borromini tervei szerint, a Sant'Ivo-templomot, s 1650-re lényegében befejezték. A koncepció alapja ismét az egyenlő oldalú háromszög volt, ezúttal a kettő áthatásából szabályos hatszög képződött. A külső fal kialakításánál az egyik háromszög sarkait félkörös mélyítéssel bővítette, a másikét, az egyenes szakaszok végénél, enyhén homorú hajlattal fogta össze. A bonyolult térbeli alapkompozíciót minden saroknál három különböző falfülkével gazdagította: a középsők a legnagyobbak, és egy-egy; azonos formájú fülke keretezi őket. A roppant hajlékony falazatot övpárkányok, két szintet átfogó pilaszterek és súlyos zárópárkányok fogják össze. Utóbbi kiemeli a hatszög alapformát és alátámasztja a magas kupolát, amely pontosan követi az alapformát. A kupola közepén, a laterna indításánál környílás van. A templom külső megjelenése éppoly szokatlan mint a belső tere. A lényegében hatszögű tambur kívülről karéjos körvonalat formáz. Rajta, a szokásos kupola helyett, lépcsőzetes piramis helyezkedik el; homorú ívű bordák tagozzák a tambur szegélyén álló talapzatokig lenyúlva. A laternának hat homorú oldala van, közöttük oszloppárokkal. Homorú felületei kontrasztot alkotnak a kupola és a tambur domborulataival. Legfelül különös spirális formával zárul.
A Sant'Andrea delle Fratte-templom tömör kupolája és érdekes ellentéteket hordozó, bonyolult formájú tornya 1653–65 között készült. Az 1650-es években kezdhette meg a Santa Maria dei Sette Dolori-templomot, amelyet életében nem tudott befejezni. 1662-ben fogott hozzá a Collegio di Propaganda Fide kápolnájának építéséhez; a terv merész elképzelésének megfelelően a falakat tagozó pilaszterek hálóboltozattá formált sávokkal folytatódnak. 1665–67 között felépítette a San Carlo alle Quattro Fontane-templom főhomlokzatát. Alsó és felső része egyaránt három, két szintet átfogó oszlopközből áll, középen domború, két oldalt homorú felülettel. A homlokzat domború és homorú ívei hullámzó benyomást keltenek, közepén pedig a függőleges hatás dominál, a felső szint félmagasságáig domború, felette homorú, és előre hajló, felfelé nyújtott, ovális motívummal fejeződik be. Borromini elsősorban templomairól híres, de más jellegű alkotásai is vannak, köztük a legfontosabbak az Oratorio dei Filippini (1637–50), a Collegio di Propaganda Fide (1646–67) és a Palazzo Falconieri átalakítása (1640 k.).

## Sant’Agnese in Agone
1646-ban nehéz feladattal szembesült: úgy kellett helyreállítania A lateráni egyházi épületegyüttes San Giovanni főszékesegyházának belsejét, hogy a régi állapotot megőrizze. Az ellentmondásos kívánalmak megoldására, a főhajó egymásra következő oszlopait széles pillérekbe burkolta, a pillérek szélein óriás pilaszterek emelkednek, amelyek az alsó szint árkádnyílásait is keretezik. Mindez együtt végül a belső eredeti rendszerét idézi fel. 1653-ban a Sant’Agnese in Agone (Piazza Navona) befejezésére kérték fel, miután egy évvel korábban Girolamo Rainaldi és fia, Carlo terve szerint megkezdődött az építkezés. Borromini mindössze két éven át vezette a munkát, ekkor félbeszakították, majd két év múlva ismét Carlo Rainaldi folytatta tovább. Az eredeti tervet Borromini alig módosította, a végleges megoldás mégis magán viseli jellegzetesen monumentális és változatos térbeli megoldásait. A görögkeresztből különféle méretű falnyílásokkal élénkített nyolcszögű tér lett, amelyet magas, tamburos kupola koronáz. A főhomlokzat enyhe középrizalitos, homorú felületét két kiugró magas torony keretezi.
A Piazza Navonán található Sant’Agnese in Agone esetében Borromini Girolamo Rainaldi eredeti tervét vette alapul, amely szerint a főbejárat a Via di Santa Maria dell’Animán lett volna. A homlokzatát kiszélesítették és összeépítették a szomszédos Pamphilj-palotával, hogy szabad teret nyerjenek a két harangtorony számára (a Szent Péter-székesegyházhoz hasonlóan mindkét tornyon található egy óra, az egyik a római időt, míg a másik az európai időt mutatja). Borromini megbízatása még a templom befejezése előtt véget ért X. Ince pápa 1655-ben bekövetkezett halála miatt. Az új pápa, VII. Sándor és Camillo Pamphilj herceg Carlo Rainaldit, Girolamo Rainaldi fiát nevezték ki a templom megtervezőjévé, aki azonban alig változtatott az épületen, így az tulajdonképpen Borromini elképzeléseit tükrözi.

## Oratorio dei Filippini
Az oratoriánusok (világi papok Néri Szent Fülöp által alapított) kongregációja rendelkezett az egyik legdíszesebb barokk templommal egész Rómában, és hogy hitük elmélyülését segíthesse a zene is, egy oratórium építését tervezték a Chiesa Nuova-templomhoz, amely Róma zsúfolt központi területén fekszik. Az épület megtervezésének jogát több vetélytársával szemben Borromini nyerte el. Csaknem tizenhárom évig dolgozott rajta; kidolgozása gyakran igen aprólékos munkát igényelt. 1640-re már használatba vehették a hívek az oratóriumot, majd három évvel később a hozzá tartozó könyvtár is elkészült. A templom feltűnő homlokzata vajmi keveset enged látni a szerkezetéről; az oratórium fél oszlopokon és pilasztereken nyugszik.
Borromini kortársa, és később, főleg élete végén vetélytársa volt a pápák által pártfogolt Gian Lorenzo Bernininek. Komoly hatást gyakorolt a piemonti építész, Camillo-Guarino Guarinire és követőire.

## Falconieri-palota
Az eredetileg gótikus stílusban épült palota felújítására 1640-ben kérte fel Borrominit a dúsgazdag Falconieri kereskedőcsalád. Az építész munkájának köszönhetően nyerte el az épület a mai, a barokk kor ízlésének megfelelő formáját. Különösen értékes művek a palota szobáinak mennyezetét díszítő freskók és stukkók. A Falconieri-palota 1927 óta ad otthont a Római Magyar Akadémiának (Via Giulia 1), s így a magyar állam egyik legértékesebb külföldi ingatlana.

## Halála
1667 nyarán az idegrendszeri zavaroktól és depressziótól szenvedő Borromini öngyilkosságot követett el nem sokkal az után, hogy elkészítette a San Giovanni in Fiorentini-templom Falconieri kápolnáját. (E templomban nyugszik ma is.)

## Értékelése és emlékezete
Borromini kortársának, Bernininek szinte tökéletes ellentéte volt. Bernini világfi volt, Borromini melankolikus, aki önkezével vetett véget életének. Bernini a szobrászatban és az építészetben egyaránt nagyot alkotott, Borromini viszont kizárólag építész volt, hatalmas gyakorlati tapasztalattal. Bernini, kortársaihoz hasonlóan, a reneszánsz hagyományt akarta folytatni és fejleszteni, mivel annak értékeit nem kérdőjelezte meg.
Borromini szakított a múlttal, a geometrikus formák és a szerkezeti elvek tiszteletét leleményességgel ötvözte: műveinek ezek a jellegzetességei rokonítják a gótikus építészettel, amelyet olykor követni látszik. Ugyanezen tulajdonságok teszik kora legmerészebben újító építészévé.
Az 1980-as években Borromini arcképét viselte a 100 frankos svájci bankjegy.